# Brasilianska revolutionen 1930
Brasilianska revolutionen 1930 (portugisiska: Revolução de 1930) innebar att president Washington Luís avsattes, och ersattes av Getúlio Vargas som interimspresident.